# یوجیرو ایشی هارا
یوجیرو ایشی هارا (انگلیسی: Yujiro Ishihara؛ ۲۸ دسامبر ۱۹۳۴ – ۱۷ ژوئیهٔ ۱۹۸۷) یک هنرپیشه، و خواننده اهل ژاپن بود.